# 尹宜公

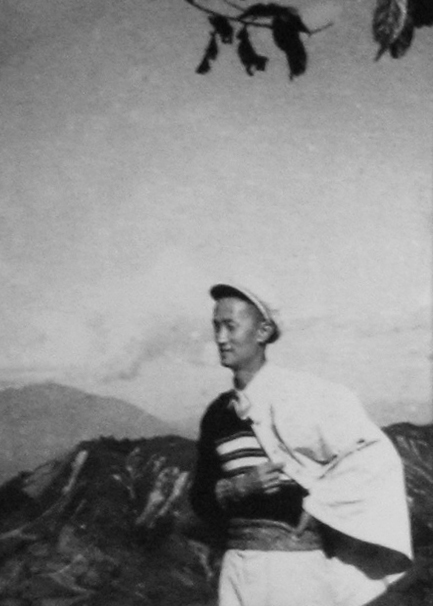
尹宜公，1956年

尹宜公（1924年10月21日—2005年12月13日），云南弥渡人，词曲作家，政治人物。代表作《小河淌水》。

## 生平

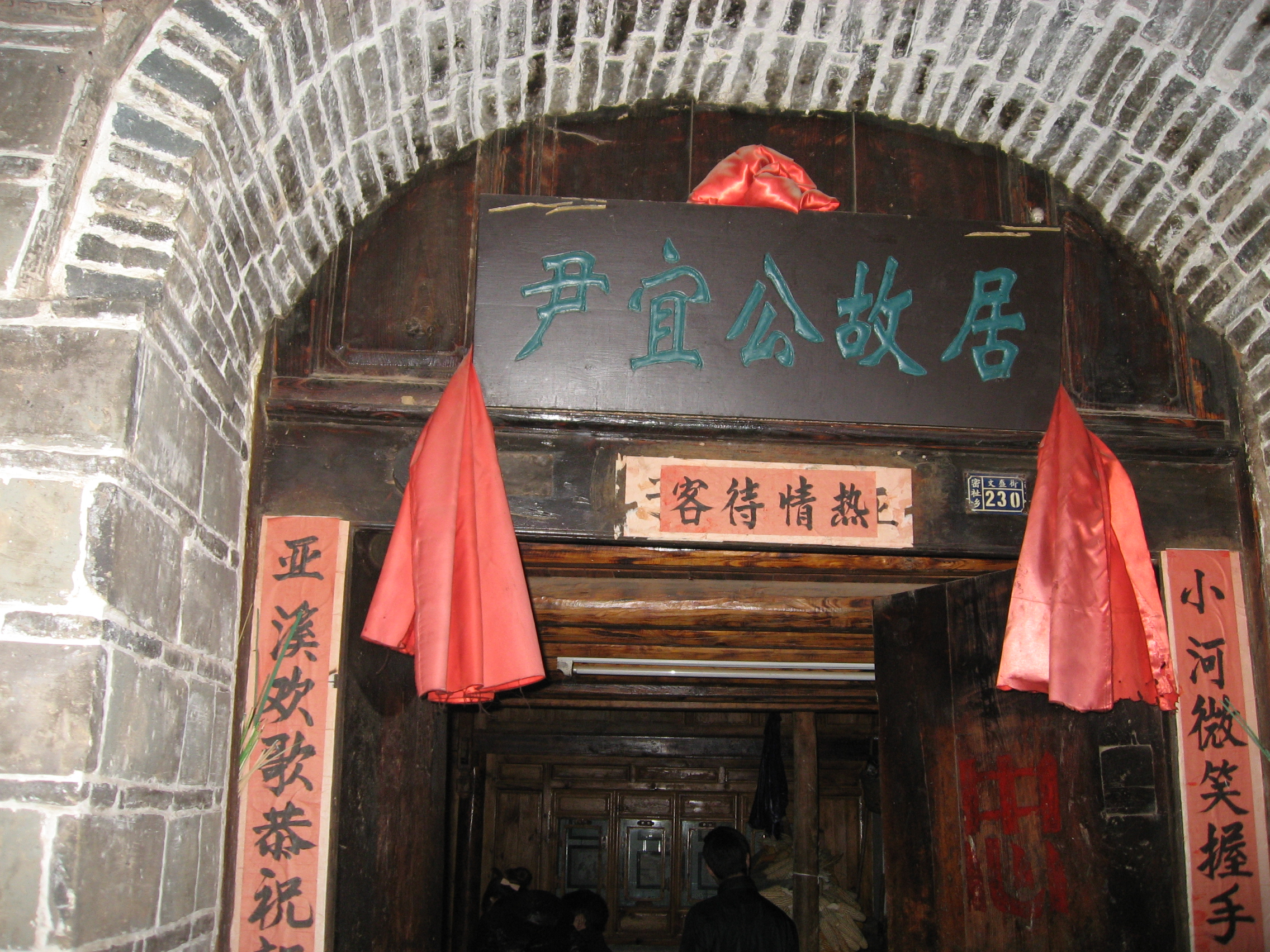
尹宜公故居

尹宜公生于弥渡县密祉镇文盛街。其父尹域（字建莘）为小学教师。尹宜公在弥渡中学读初中，后到昆明南菁中学读高中。1942年，考入云南大学政治系，后转外语系，但因身体原因休学在家，并开始在弥渡中学任英语教师。1944年返回云大，参加由中共领导的海啸声乐队，同年加入新民主主义青年联盟；1946年，尹宜公成为海啸声乐队负责人之一，同年海啸声乐队被国民党当局要求解散，故秘密更名为云大南风合唱团转入云大继续活动；当年，在合唱团指挥江鹜的提议下创办了革命音乐刊物《教学唱》。
1947年春，尹宜公根据弥渡民歌《放羊调》创作出《小河淌水》，连同他整理的另外几首弥渡民歌，包括《绣香袋》《大理海子挨挨》《隔山叫你山答应》《竹四郎》等，一同发表在1947年第二期《教学唱》的民歌专集上，署名为赵华。
1947年4月，尹宜公加入中国共产党，并担任学生自治会常委。1947年10月，因被通缉，转移到峨山工作。1948年9月，受派回到弥渡工作。1949年3月，中共弥渡地下支部成立，尹宜公任支部书记。1949年8月，中共弥渡区委成立，尹宜公任区委书记。云南解放后历任中共滇西地委委员、宣传部部长，楚雄、思茅地委宣传部副部长等职。1958年被划为“右派”。1979年平反后历任思茅地委副秘书长，民族事务委员会主任，政策调研室主任，《民族工作》杂志主编等职，1986年离休，1988年又出任云南民族出版社代总编。
2005年12月13日在昆明病逝，享年81岁，葬于昆明金宝山艺术陵园名人苑。
位于密祉镇小河淌水景区内的尹宜公故居被列为大理州革命遗址。